# Rök
Rök è un piccolo villaggio situato in Svezia, nel comune di Ödeshög nella regione dell'Östergötland. È principalmente conosciuto in quanto ospita una pietra runica conosciuta come pietra runica di Rök.